# William Salice
Pour la commune, voir Salice.
William Salice (18 juillet 1933, Casei Gerola (province de Pavie), Italie – 29 décembre 2016, Pavie (province de Pavie), Italie) est un inventeur italien à l'origine de l'œuf Kinder Surprise.

## Biographie
Comme disait Ferrero, cité dans le livre de Gigi Padovani (it) : « Vous savez pourquoi les enfants aiment autant les œufs de Pâques ? Parce qu'il y a une surprise à l'intérieur. Alors donnons-leur Pâques tous les jours. ».
C'est en 1974 que Salice a eu l'idée de créer l'œuf Kinder qui cache un petit jouet à l'intérieur, pour résister contre les œufs de pâques qui dominaient le marché de chocolat. 
Retraité à l'âge de 74 ans, après 46 ans de services pour Ferrero, il avait fondé un campus, « Color your life », pour accompagner les jeunes adolescents italiens dans le développement de leurs idées.
Il meurt le 29 décembre 2016 à l'âge de 83 ans des suites d'un AVC, à l’hôpital de Pavie, dans le nord de l’Italie.